# چارلز هابارد (کماندار)
چارلز هابارد (انگلیسی: Charles Hubbard; ۲۰ اوت ۱۸۴۹ – ۲۸ مارس ۱۹۲۳) کماندار اهل ایالات متحده آمریکا بود.